# Bat Hadar
Bat Hadar (hebrejsky בַּת הָדָר, doslova „Dcera citrusu“, v oficiálním přepisu do angličtiny Bat Hadar) je vesnice typu společná osada (jišuv kehilati) v Izraeli, v Jižním distriktu, v Oblastní radě Chof Aškelon.

## Geografie
Leží v nadmořské výšce 56 metrů v pobřežní nížině, v regionu Šefela.
Obec se nachází 5 kilometrů od břehu Středozemního moře, cca 50 kilometrů jihojihozápadně od centra Tel Avivu, cca 62 kilometrů jihozápadně od historického jádra Jeruzalému a 3 kilometry jihovýchodně od města Aškelon. Bat Hadar obývají Židé, přičemž osídlení v tomto regionu je etnicky převážně židovské.
Bat Hadar je na dopravní síť napojen pomocí dálnice číslo 4. Podél východní strany obce probíhá železniční trať, která zde ale nemá stanici. Používá se jako průmyslová vlečka s odbočkou k jihozápadu do elektrárny Rutenberg a k východu (železniční trať Kirjat Gat-Aškelon, rovněž využívána pouze jako průmyslová vlečka). Ve výstavbě je ovšem železniční trať Aškelon-Beerševa pro osobní přepravu, která by měla navázat jižním směrem na zbytky britské železnice.

## Dějiny
Bat Hadar byl založen v roce 1995. Podle jiného zdroje došlo ke vzniku osady už roku 1994. Byla od počátku koncipována jako rezidenční sídlo vzniklé poblíž sídla Oblastní rady Chof Aškelon. Jméno obce odkazuje na citrusové sady které se tu dříve rozkládaly, konkrétně šlo o farmu Hadarija - Chavat Hadarija (חוות הדריה). V 50. letech 20. století v této lokalitě fungoval také provizorní přistěhovalecký tábor.
V populaci v Bat Hadar převládají mladí lidé, sekulární i nábožensky orientovaní. V roce 2008 populaci posílily i židovské rodiny evakuované v rámci plánu jednostranného stažení roku 2005 z pásma Gazy. Funguje tu mateřská škola, synagoga, sportovní areály, společenské centrum, plavecký bazén a regionální knihovna.

## Demografie
Podle údajů z roku 2014 tvořili naprostou většinu obyvatel v Bat Hadar Židé (včetně statistické kategorie "ostatní", která zahrnuje nearabské obyvatele židovského původu ale bez formální příslušnosti k židovskému náboženství).
Jde o menší obec vesnického typu s dlouhodobě rostoucí populací. K 31. prosinci 2014 zde žilo 689 lidí. Během roku 2014 populace stoupla o 6,8 %.
| Rok            | 1995 | 2001 | 2003 | 2004 | 2005 | 2006 | 2007 | 2008 | 2009 | 2010 | 2011 | 2012 | 2013 | 2014 |
| -------------- | ---- | ---- | ---- | ---- | ---- | ---- | ---- | ---- | ---- | ---- | ---- | ---- | ---- | ---- |
| Počet obyvatel | 55   | 334  | 403  | 378  | 396  | 411  | 427  | 497  | 525  | 553  | 592  | 619  | 645  | 689  |